# Olbrzymi Wodospad
Olbrzymi Wodospad (słow. Obrovský vodopád, niem. Riesenwasserfall, węg. Óriás-vízesés) – wodospad o wysokości ok. 20 m, znajdujący się na dolnym progu Doliny Małej Zimnej Wody. Dawniej nazywany był też Wodospadem Obrowskim lub Wielkim. Położony jest w lesie nieopodal Staroleśnej Polany. Wodospad jest tworzony przez potok Mała Zimna Woda, który opada mroczną, wąską szczeliną poprzez dolny próg doliny. Szlak turystyczny przekracza potok mostkiem tuż przy wodospadzie.

## Szlaki turystyczne
– dolinę przecina znakowana czerwono Magistrala Tatrzańska (przechodzi obok wodospadu), biegnąca znad Wielickiego Stawu na Siodełko, a stamtąd obok Rainerowej Chatki i Schroniska Zamkovskiego do Doliny Łomnickiej.
- Czas przejścia z Siodełka do Rainerowej Chatki: 30 min w obie strony
- Czas przejścia z Rainerowej Chatki do Schroniska Zamkovskiego: 30 min w obie strony
- Czas przejścia ze Schroniska Zamkovskiego do Schroniska Łomnickiego: 1 h, z powrotem 45 min